# بيت المقدس (إسلام)

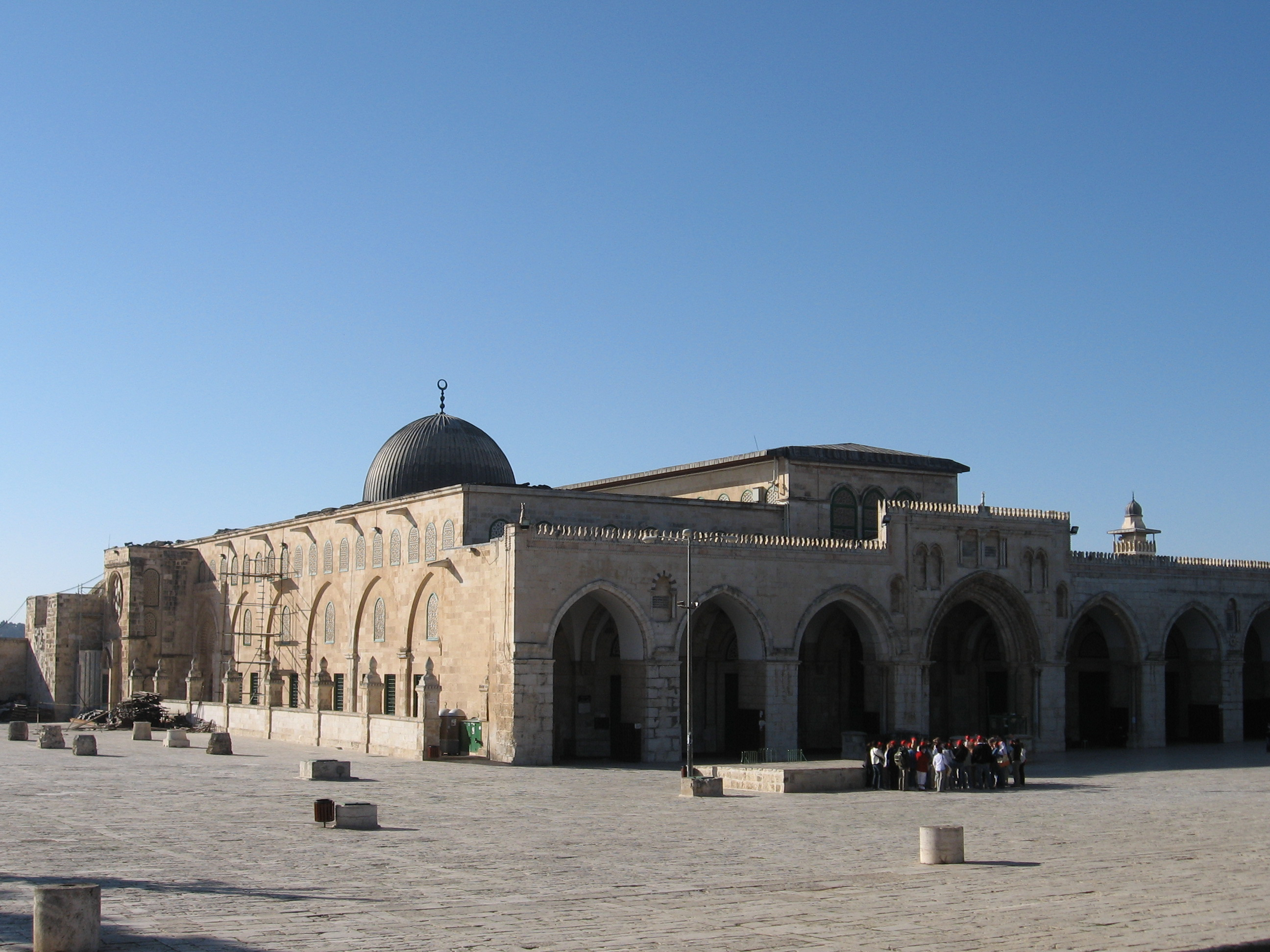
المصلى القبلي أو الجامع القبلي هو جزء من المسجد الأقصى ومعلم من معالمه -وليس كله-

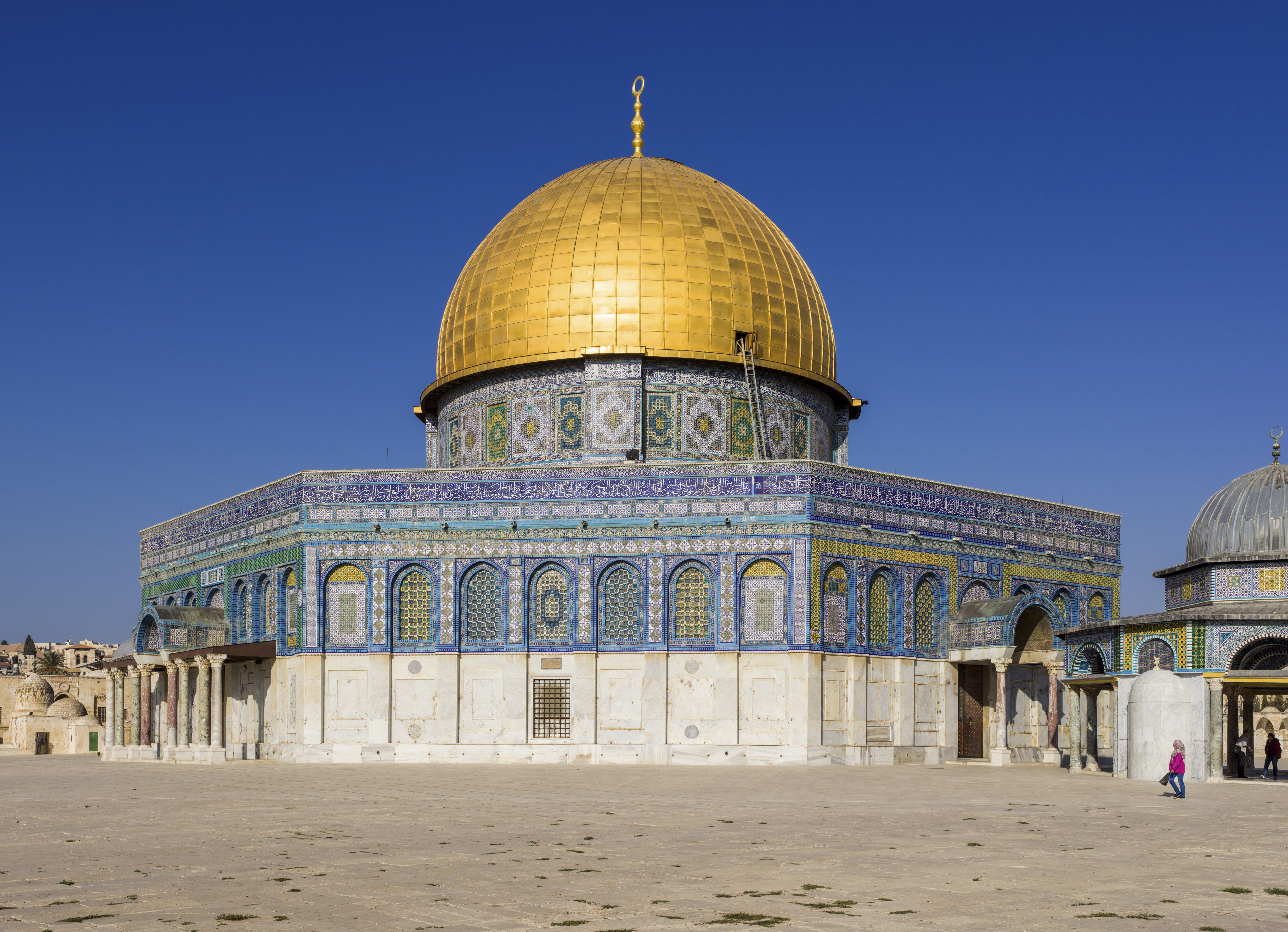
مصلى قبة الصخرة وهو جزء من المسجد الأقصى

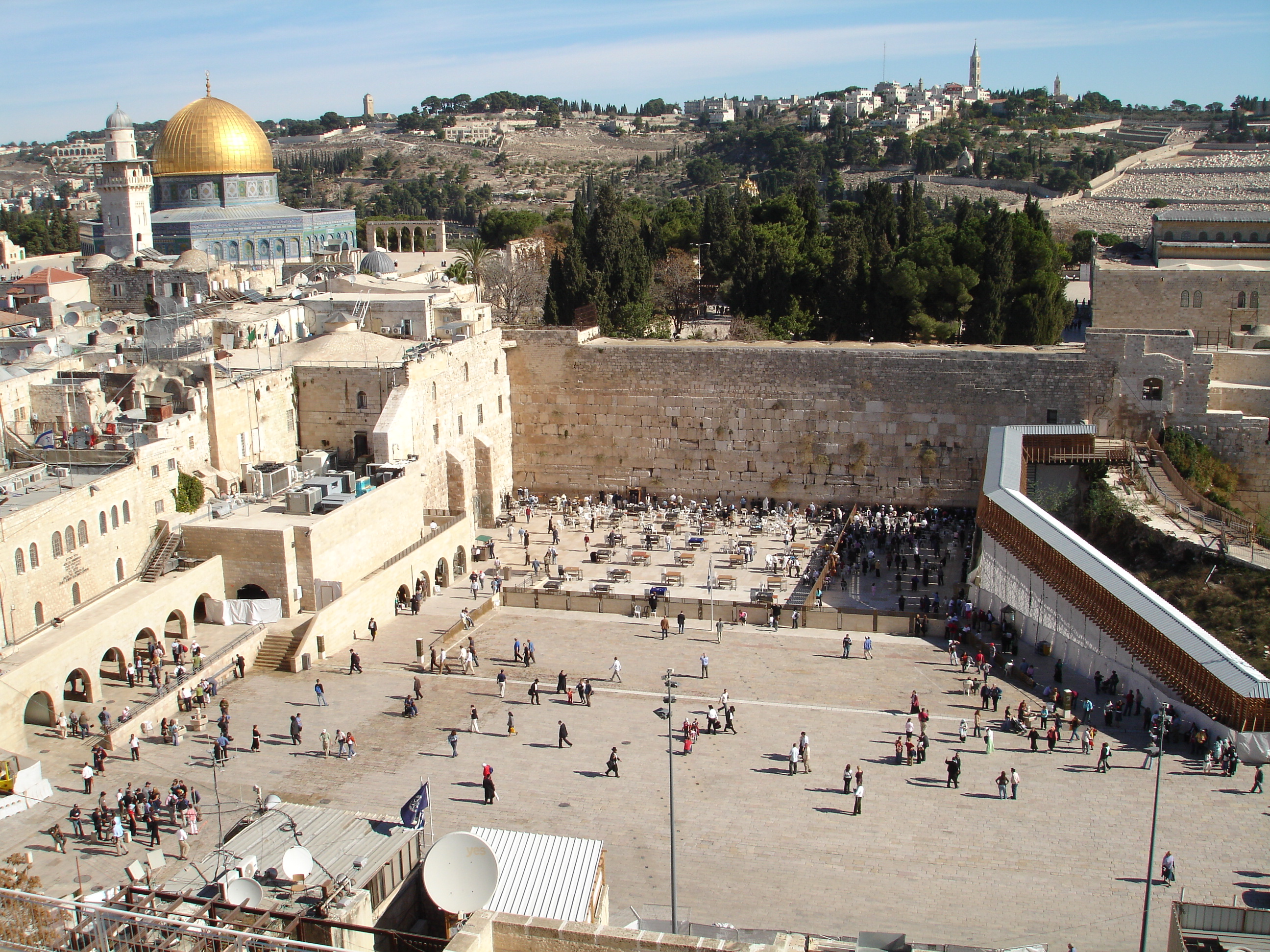
حائط البراق وهو الحائط الذي يحد الحرم القدسي من الجهة الغربية، أي يشكل قسما من الحائط الغربي للحرم المحيط بالمسجد الأقصى

بيت المقدس أو بيت القدس أو القدس الشريف واحدة من المدن الإسلامية المقدسة والقدس هي مسرى رسول الله محمد ﷺ بحسب المعتقدات الإسلامية .

## أهمية القدس في الإسلام

مسلمون يقيمون الصلاة داخل المسجد الأقصى.

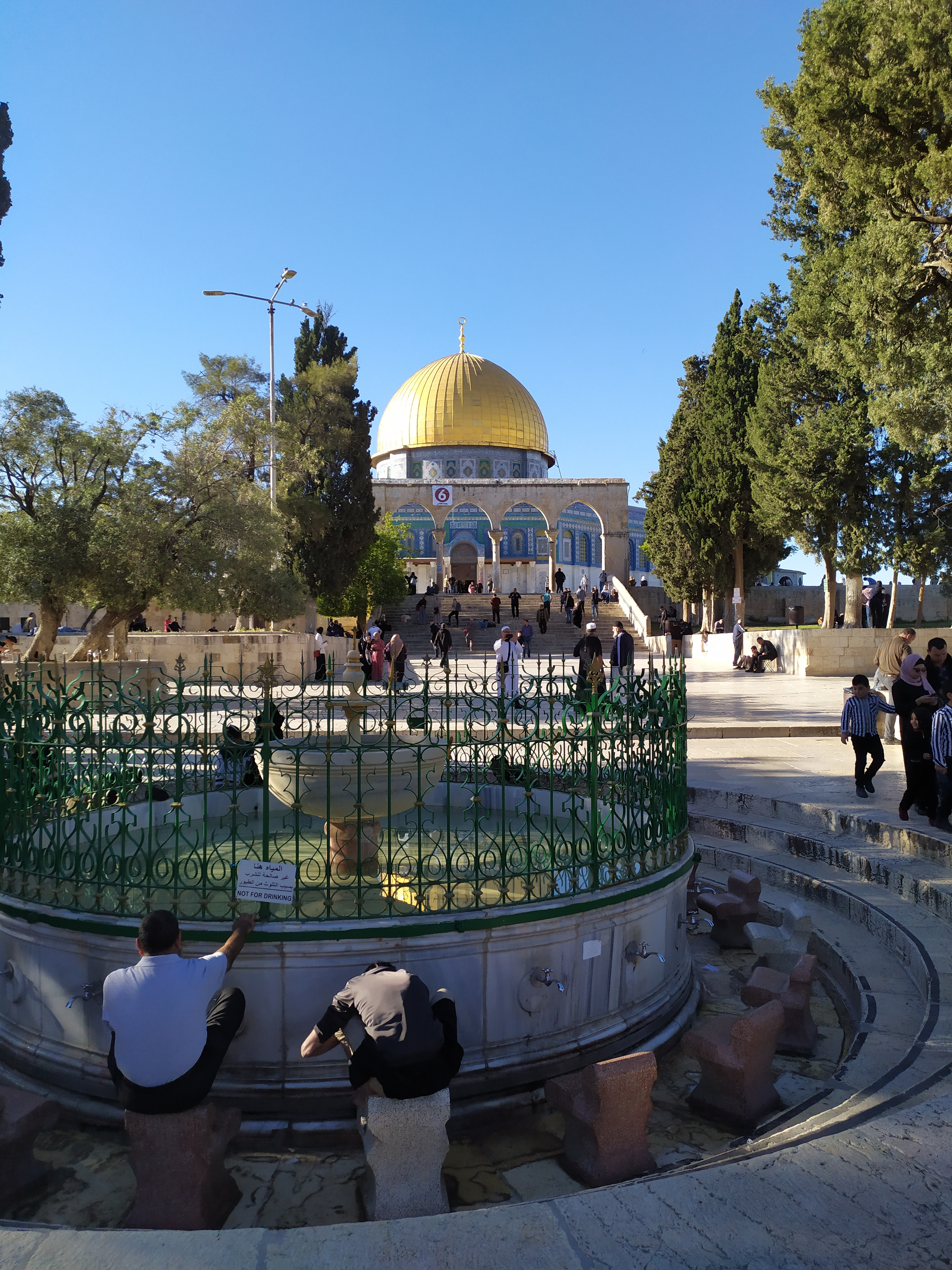
سبيل الكأس في المسجد الأقصى،أحد المعالم التاريخية

القدس هي ثالث أقدس الأماكن عند المسلمين بعد مكة والمدينة المنورة، وكانت تمثّل قبلة الصلاة الإسلامية طيلة ما يُقارب من سنة، قبل أن تتحول القبلة إلى الكعبة في مكة. وقد أصبحت القدس مدينة ذات أهميّة دينية عند المسلمين بعد أن أسرى الملاك جبريل بالنبي محمد إليها، وفق الديانة الإسلامية، قرابة سنة 620 حيث عرج من الصخرة المقدسة إلى السموات العلى حيث قابل جميع الأنبياء والرسل الذين سبقوه وتلقّى من الله تعاليم الصلاة وكيفية أدائها. تنص سورة الإسراء أن محمدًا أُسري به من المسجد الحرام إلى "المسجد الأقصى": ﴿سُبْحَانَ الَّذِي أَسْرَى بِعَبْدِهِ لَيْلاً مِّنَ الْمَسْجِدِ الْحَرَامِ إِلَى الْمَسْجِدِ الأَقْصَى الَّذِي بَارَكْنَا حَوْلَهُ لِنُرِيَهُ مِنْ آيَاتِنَا إِنَّهُ هُوَ السَّمِيعُ الْبَصِيرُ﴾؛ وقد أجمع المفسرون على أن المقصود بالمسجد الأقصى مدينة القدس ذاتها، قال ابن حجر في فتح الباري: "وقد رأيت لغيره أن أول من أسس المسجد الأقصى آدم عليه السلام وقيل الملائكة وقيل سام بن نوح عليه السلام وقيل يعقوب عليه السلام فعلى الأولين يكون ما وقع ممن بعدهما تجديدا كما وقع في الكعبة وعلى الأخيرين يكون الواقع من إبراهيم أو يعقوب أصلا وتأسيسا ومن داود تجديدا لذلك وابتداء بناء فلم يكمل على يده حتى أكمله سليمان عليه السلام[6/408]لحديث الذي جاء في النسائي:"عَنْ رَسُولِ اللَّهِ ﷺ أَنَّ سُلَيْمَانَ بْنَ دَاوُدَ ﷺ لَمَّا بَنَى بَيْتَ الْمَقْدِسِ سَأَلَ اللَّهَ عَزَّ وَجَلَّ خِلاَلاً ثَلاَثَةً سَأَلَ اللَّهَ عَزَّ وَجَلَّ حُكْمًا يُصَادِفُ حُكْمَهُ فَأُوتِيَهُ وَسَأَلَ اللَّهَ عَزَّ وَجَلَّ مُلْكًا لاَ يَنْبَغِى لأَحَدٍ مِنْ بَعْدِهِ فَأُوتِيَهُ وَسَأَلَ اللَّهَ عَزَّ وَجَلَّ حِينَ فَرَغَ مِنْ بِنَاءِ الْمَسْجِدِ أَنْ لاَ يَأْتِيَهُ أَحَدٌ لاَ يَنْهَزُهُ إِلاَّ الصَّلاَةُ فِيهِ أَنْ يُخْرِجَهُ مِنْ خَطِيئَتِهِ كَيَوْمِ وَلَدَتْهُ أُمُّهُ"، وسُميت الأقصى لبعد المسافة بينها وبين المسجد الحرام، إذ لم يكن حين إذن فيها المسجد الأقصى الحالي. يقع اليوم معلمين إسلاميين في الموقع الذي عرج منه محمد إلى السماء، وهما قبة الصخرة التي تحوي الصخرة المقدسة، والمسجد الأقصى الذي بُني خلال العهد الأموي. ومما يجعل من القدس مدينة مهمة في الإسلام أيضًا، أن عددًا كبيرًا من الأنبياء والصالحين الذين يتشارك المسلمون وأهل الكتاب عمومًا بالإيمان بهم، مع اختلاف النظرة إليهم، حيث يعتبر المسلمون واليهود أن عدد منهم أنبياء أو رسل بينما ينظر المسيحيون إليهم بصفتهم قديسين، قطنوا المدينة عبر التاريخ أو عبروها، ومنهم داود وسليمان وزكريا ويحيى والمسيح عيسى بن مريم، وكذلك لذكر المدينة في القرآن بأنها وما حولها أراض مباركة شكّلت قبلة للأنبياء ومهبطًا للملائكة والوحي وأن الناس يُحشرون فيها يوم القيامة.

## مكانة القدس في الإسلام
لقد خص القرآن المسجد الأقصى بالذكر ورفع منزلته حين جعله ربنا سبحانه وتعالى مسرى عبده وحبيبه سيدنا محمد، حيث قال يذكر القرآن: سبحان الذي أسرى بعبده ليلاً من المسجد الحرام إلى المسجد الأقصى الذي باركنا حوله لنريه من آياتنا إنه هو السميع البصير.
وسُمِّي بالمسجد الأقصى لبعد ما بينه وبين المسجد الحرام، وكان أبعد مسجد عن أهل مكة في الأرض يعظم بالزيارة والمراد بالبركة المذكورة في الآية الكريمة في قوله تعالى الذي باركنا حوله البركة الحسية والمعنوية، فأما الحسية فهي ما أنعم الله تعالى به على تلك البقاع من الثمار والزروع والأنهار، وأما المعنوية فهي ما اشتملت عليه من جوانب روحية ودينية، حيث كانت مهبط الصالحين والأنبياء والمرسلين ومسرى خاتم النبيين، وقد دفن حول المسجد الأقصى كثير من الأنبياء والصالحين وفي مدينة القدس دفن عدد كبير من الصحابة والتابعين منهم الصحابي الجليل عبادة بن الصامت وشداد بن أوس -رضي الله عنهما-. وفي مسجده الصخرة المشرفة، وفيه الحلقة التي ربط النبي بها البراق وبمسجدها صلى النبي إماما بالنبيين والمرسلين، وفي بيت المقدس بشر الله زكريا بيحيى عليهما السلام. وسخر الله لداود الجبال والطير في بيت المقدس. ويهلك الله يأجوج ومأجوج في بيت المقدس. وولد عيسى عليه السلام في المهد في بيت المقدس وأنزلت عليه المائدة فيها ورفعه الله إلى السماء منها وينزل من السماء فيها ليقتل المسيح الدجال. وصلى النبي إلى بيت المقدس قبل توجهه إلى الكعبة ستة عشر أو سبعة عشر شهراً. وورد في آثار عديدة أن المحشر والمنشر في بيت المقدس. وغير هذا من الفضائل كثير.

## فضائل بيت المقدس وما حوله في القرآن
. وصف القرآن في كثير من آياته بيت المقدس ومسجده بالبركة وهي النماء والزيادة في الخيرات والمنح والهبات؛ حيث قال: سبحان الذي أسرى بعبده ليلاً من المسجد الحرام إلى المسجد الأقصى الذي باركنا حوله، وقال تعالى: ونجيناه ولوطاً إلى الأرض التي باركنا فيها للعالمين. وهذا حكاية عن الخليل إبراهيم عليه السلام في هجرته الأولى إلى بيت المقدس وبلاد الشام.
وقال: وأورثنا القوم الذين كانوا يُستَضْعَفون مشارق الأرض ومغاربها التي باركنا فيها. وفي قصة سليمان عليه السلام يقول: ولسليمان الريح عاصفةً تجري بأمره إلى الأرض التي باركنا فيها..
وقال تعالى على لسان موسى: يا قوم ادخلوا الأرض المقدّسة التي كتب الله لكم.
وعند حديث القرآن عن هناءة ورغد عيش أهل سبأ يقول سبحانه: وجعلنا بينهم وبين القرى التي باركنا فيها قرىً ظاهرةً وهي قرى بيت المقدس كما روى العوفي عن ابن عباس.
2. وصف القرآن أرضها بالرَّبوة ذات الخصوبة وهي أحسن ما يكون فيه النبات، وماءها بالمعين الجاري. قال تعالى: وجعلنا ابنَ مريم وأمّه آيةً وآويناهما إلى ربوةٍ ذات قرارٍ ومعينٍ. «قال الضحاك وقتادة: وهو بيت المقدس قال ابن كثير: وهو الأظهر».
3. أنه القبلة التي كان يتوجه إليها الرسول والمسلمون قبل تحويلها إلى الكعبة، حيث صلى النبي نحو بيت المقدس بعد الهجرة ستة عشر شهراً أو سبعة عشر شهراً ثم حُوِّلت، وأشار القرآن إلى ذلك بقوله تعالى: وما جعلنا القبلة التي كنت عليها إلا لنعلم من يتبع الرسول.
4. أنه أرض المنادي من الملائكة نداء الصيحة لاجتماع الخلائق يوم القيامة كما قال سبحانه: واستمع يوم يُنادي المُنادِ من مكانٍ قريبٍ. «قال قتادة وغيره: كنا نحدَّث أنه ينادي من بيت المقدس من الصخرة، وهي أوسط الأرض»

## فضائل بيت المقدس وما حوله في أحاديث النبي محمد
1- عن ميمونة مولاة النبي قالت: «قلت يا رسول الله: أفتنا في بيت المقدس»، قال: «أرض المحشر والمنشر، ائتوه فصلوا فيه، فإن صلاة فيه كألف صلاة في غيره، قلت: أرأيت إن لم أستطع أن أتحمل إليه؟ قال: فتهدي له زيتا يسرج فيه، فمن فعل فهو كمن أتاه» [1].
2- عن أنس رضي الله عنه أن رسول الله ﷺ قال: «أتيت بالبراق فركبته حتى أتيت بيت المقدس فربـطـته بالحلقة التي يربط فيها الأنبياء ثم دخلت المسجد فصليت فيه ركعتين، ثم عـرج بي إلى السماء» [2].
3- عن جنادة بن أبي أمية الأزدي قال: "ذهبت أنا ورجل من الأنصار إلى رجل من أصحاب النبي ﷺ فقلنا حدثنا ما سمعت من رسول الله ﷺ يذكر في الدجال، فذكر الحديث وفيه "علامته يمكث في الأرض أربعين صباحا، يبلغ سلطانه كل منهل، لا يأتي أربعة مساجد: الكعبة ومسجد الرسول، والمسجد الأقصى والطور" [3].
4- عن عبد الله بن عمر عن النبي ﷺ قال: «لما فرغ سليمان بن داود من بناء بيت المقدس سأل الله خلالا ثلاثا: حكما يصادف حكمة، وملكا لا ينبغي لأحد من بعده، وألا يأتي هذا المسجد أحد لا يريد إلا الصلاة فيه؛ إلا خرج من ذنوبه كيوم ولدته أمه». فقال رسول الله ﷺ : «أما اثنتان فقد أعطيهما، وأرجو أن يكون قد أعطي الثالثة» [4].
5- عن ذي الأصابع رضي الله عنه قال: قلت يا رسول الله: إن ابتلينا بعدك بالبقاء أين تأمرنا؟ قال: «عليك ببيت المقدس، فلعله ينشأ لك ذرية يغدون إلى ذاك المسجد ويروحون» [5].
6- عن أبي ذر رضي الله عنه أن رسول الله ﷺ قال له: «يا أبا ذر كيف تصنع إن أخرجت من المدينة؟ قال: قلت إلى السعة والدعة، أنطلق حتى أكون من حمام مكة، قال: كيف تصنع إن أخرجت من مكة؟ قال: قلت إلى السعة والدعة إلى الشام والأرض المقدسة، قال: وكيف تصنع إن أخرجت من الشام؟ قال: قلت والذي بعثك بالحق أضع سيفي على عاتقي» [6].
7- عن أبي هريرة رضي الله عنه عن النبي ﷺ قال: «لا تزال عصابة من أمتي يقاتلون على أبواب دمشق وما حوله، وعلى أبواب بيت المقدس وما حوله، لا يضرهم من خذلهم ظاهرين على الحق - إلى أن تقوم الساعة» [7].
8- عن أبي الدرداء رضي الله عنه قال: قال رسول الله ﷺ : «بينما أنا نائم إذ رأيت عمود الكتاب احتمل من تحت رأسـي، فظننت أنه مذهوب به، فأتبعـته بصري، فعمد به إلى الشـام، ألا وإن الإيمان حين تقع الفتن بالشام» [8].
9- عن أبي حوالة الأزدي رضي الله عنه قال: وضع رسول الله ﷺ يده على رأسي أو على هامتي ثم قال: «يا ابن حوالة: إذا رأيت الخلافة قد نزلت الأرض المقدسة، فقد دنت الزلازل والبلايا والأمور والعظام، والساعة يومئذ أقرب إلى الناس من يدي هذه من رأسك» [9].
10- عن عوف بن مالك قال أتيت النبي ﷺ في غزوة تبوك وهو في قبة من آدم فقال: «أعدد ستاً بين يدي الساعة: موتى ثم فتح بيت المقدس ثم موتان يأخذ فيكم كقعاص الغنم ثم استفاضة المال حتى يعطى الرجل مئة دينار فيظل ساخطاً ثم فتنة لا يبقى بيت من العرب إلا دخلته ثم هدنة تكون بينكم وبين بني الأصفر فيغدرون فيأتونكم تحت ثمانين غاية تحت كل غاية اثنا عشر ألفاً» [10].
11- عن أبي ذر رضي الله عنه قال: تذاكرنا - ونحن عند رسول الله - ﷺ - أيهما أفضل مسجد رسول الله -ﷺ - أم بيت المقدس؟، فقال رسول الله ﷺ : «صلاة في مسجدي هذا أفضل من أربع صلوات فيه ولنعم المصلى هو، وليوشكن أن يكون للرجل مثل شطن فرسه من الأرض حيث يرى منه بيت المقدس خير له من الدنيا جميعاً - أو قال- خير له من الدنيا وما فيها» [11].
12- قال ﷺ : «عليكم بالشام فإنها صفوة بلاد الله، يسكنها خيرته من خلقه، فمن أبى فليحلق بيمنه، وليسق من غدره، فإن الله تكفل لي بالشام وأهله» [12].
13- قال ﷺ :«إذا فسد أهل الشام فلا خير فيكم، لا تزال طائفة من أمتي منصورين لا يضرهم من خذلهم حتى تقوم الساعة» [13].
14- قال ﷺ : «إذا وقعت الفتن فالأمن بالشام» [14].
15- عن آبي ذر الغفاري رضي الله عنه قال: «قلت يا رسول الله أي مسجد وضع في الأرض أول قال: المسجد الحرام. قال: قلت ثم أي؟ قال: المسجد الأقصى. قلت: كم كان بينهما؟ قال: أربعون سنة. ثم أينما أدركتك الصلاة بعد فصل فان الفضل فيه» [15].
16- عن عبد الله بن عمرو عن النبي ﷺ قال: "لما فرغ سليمان بن داود من بناء بيت المقدس سأل الله ثلاثاً: حكماً يصادف حكمه، وملكاً لا ينبغي لأحدٍ من بعده، وألاّ يأتي هذا المسجدَ أحدٌ لا يريد إلاّ الصلاة فيه إلاّ خرج من ذنوبه كيوم ولدته أمه. فقال رسول الله ﷺ : أما إثنتان فقد أعطيهما، وأرجو أن يكون قد أعطي الثالثة" ولأجل هذا الحديث كان ابن عمر رضي الله عنهما يأتي من الحجاز، فيدخل فيصلي فيه، ثم يخرج ولا يشرب فيه ماء مبالغةً منه لتمحيص نية الصلاة دون غيرها، لتصيبه دعوة سليمان عليه السلام.
روى الطبري في تاريخه عن قتادة قال: كانوا يصلون نحو بيت المقدس ورسول الله ﷺ بمكة قبل الهجرة، وبعدما هاجر رسول الله ﷺ صلى نحو بيت المقدس ستة عشر شهرًا.
17- وعن ميمونة مولاة رسول الله ﷺ قالت قلت: يا رسول الله أفتنا في بيت المقدس؟ قال: «أرض المحشر والمنشر ائتوه فصلوا فيه فإن الصلاة فيه كألف صلاة في غيره»، وعن ابن عباس -رضي الله عنه- قال: قال رسول الله ﷺ : «من أراد أن ينظر إلى بقعة من الجنة فلينظر إلى بيت المقدس».
18- وعن البراء رضى الله عنه أن رسول الله ﷺ صلى إلى بيت المقدس ستة عشر شهرًا وكان يعجبه أن تكون قبلته قبل البيت، وأنه صلى أول صلاة صلاها العصر وصلى معه قوم فخرج رجل ممن كان صلى معه فمر على أهل المسجد وهم راكعون فقال: أشهد بالله لقد صليت مع النبي ﷺ قبل مكة فداروا كما هم قبل البيت، وكان قد مات على القبلة قبل أن تحول رجال قتلوا لم ندر ما تقول فيهم فأنزل الله تعالى: وما كان الله ليضيع إيمانكم إن الله بالناس لرءوف رحيم .
19- روي عن ابن عباس رضي الله عنهما أنه قال: قال رسول الله: «من أراد أن ينظر إلى بقعة من بقع الجنة فلينظر إلى بيت المقدس»، وقال عبد الله بن عمر: بيت المقدس بنته الأنبياء وعمرته، وما فيه موضع شبر إلا وقد سجد عليه نبي أو قام عليه ملك.
20- وقد ورد أن الصلاة فيه تضاعف وأن المسيح الدجال لا يدخله، عن مجاهد قال: كنا ست سنين علينا جنادة بن أبي أمية فقام فخطبنا فقال: أتينا رجلا ًمن الأنصار من أصحاب رسول الله فدخلنا عليه فقلنا: حدثنا ما سمعت من رسول الله ولا تحدثنا ما سمعت من الناس فشددنا عليه فقال: «قام رسول الله فينا فقال: أنذرتكـم المسيح وهو ممسوح العين، قال أحسبه قال: اليسرى، يسير معه جبـال الخبز وأنهار الماء، علامته يمكث في الأرض ومسجد الرسول والمسجد الأقصى والطـور. ومهما كـان من ذلـك فاعلموا أن الله عز وجل ليس بأعور».
21- وروى ابن ماجة عن عبد الله بن عمرو، عن النبي قال: «لما فرغ سليمان بن داود من بناء بيت المقدس. سأل ثلاثاً: حكماً يصادف حكمه، وملكا لا ينبغي لأحد من بعده، وألا يأتي هذا المسجد أحد لا يريد إلا الصلاة فيه خرج من ذنوبه كيوم ولدته أمه. فقال النبي: أما اثنتان فقد أعطيها، وأرجو أن يكون قد أعطي الثالثة».
22- عن أبي ذر قال: «قلت: يا رسـول الله أي مسجـد وضـع في الأرض أول؟ قال: المسجد الحـرام. قـال: قلت: ثم أي؟ قال: ثم المسجد الأقصى. قلت: كم كان بينهما؟ قال: أربعون سنة ثم أينما أدركتك الصلاة فصل، فهو مسجد» [16].
23- «فضلت الصلاة في المسجد الحرام على غيره بمئة ألف صلاة، وفي مسجدي هذا ألف صلاة، وفي مسجد بيت المقدس بخمسمئة صلاة» [17].
24- عن أبي هريرة رضي الله عنه قال: قال رسول الله ﷺ : «لا تشدوا الرحال إلا إلى ثلاثة مساجد: المسجد الحرام، ومسجدي هذا والمسجد الأقصى» [18].
25- وروي عن أمُّ المؤمنين أمُّ سلمة ـ رضي الله عنها ـ أنها سَمِعَتْ رَسُولَ اللَّهِ ـ صَلَّى اللَّه عَلَيْهِ وَسَلَّمَ ـ يَقُولُ: «مَنْ أَهَلَّ بِحَجَّةٍ أَوْ عُمْرَةٍ مِنَ الْمَسْجِدِ الأَقْصَى إِلَى الْمَسْجِدِ الْحَرَامِ غُفِرَ لَهُ مَا تَقَدَّمَ مِنْ ذَنْبِهِ وَمَا تَأَخَّرَ ـ أَوْ وَجَبَتْ لَهُ الْجَنَّةُ» [19].
- وروى أبو الدرداء قولَ النبي ـ ﷺ : «الصلاة في المسجد الحرام بمئة ألف صلاة، والصلاة في مسجدي بألف صلاة، والصلاة في بيت المقدس بخمسمئة صلاة» [20].
26- عَنْ عَبْدِ اللَّهِ بْنِ عَمْرٍو قَالَ سَمِعْتُ رَسُولَ اللَّهِ ـ صَلَّى اللَّه عَلَيْهِ وَسَلَّم ـ يَقُولُ: «سَتَكُونُ هِجْرَةٌ بَعْدَ هِجْرَةٍ فَخِيَارُ أَهْلِ الأَرْضِ أَلْزَمُهُمْ مُهَاجَرَ إِبْرَاهِيمَ وَيَبْقَى فِي الأَرْضِ شِرَارُ أَهْلِهَا» [21].
27- روى البخاري في صحيحه عن عَوْفَ بْنَ مَالِكٍ قَالَ: «أَتَيْتُ النَّبِيَّ ـ صَلَّى اللَّه عَلَيْهِ وَسَلَّمَ ـ فِي غَزْوَةِ تَبُوكَ وَهُوَ فِي قُبَّةٍ مِنْ أَدَمٍ، فَقَال: اعْدُدْ سِتًّا بَيْنَ يَدَيِ السَّاعَةِ: مَوْتِي، ثُمَّ فَتْحُ بَيْتِ الْمَقْدِسِ، ثُمَّ مُوْتَانٌ (= موت كثير) يَأْخُذُ فِيكُمْ كَقُعَاص (= مرض يميت الدواب فجأة) الْغَنَمِ، ثُمَّ اسْتِفَاضَةُ الْمَالِ حَتَّى يُعْطَى الرَّجُلُ مِائَةَ دِينَارٍ فَيَظَلُّ سَاخِطًا (= غير راضٍ)، ثُمَّ فِتْنَةٌ لا يَبْقَى بَيْتٌ مِنَ الْعَرَبِ إلا دَخَلَتْهُ، ثُمَّ هُدْنَةٌ تَكُونُ بَيْنَكُمْ وَبَيْنَ بَنِي الأصْفَرِ فَيَغْدِرُونَ فَيَأْتُونَكُمْ تَحْتَ ثَمَانِينَ غَايَةً (= راية) تَحْتَ كُلِّ غَايَةٍ اثْنَا عَشَرَ أَلْفًا».
28- وروى أحمد في مسنده عَنِ الْبَرَاءِ بْنِ عَازِبٍ قَالَ: «أَمَرَنَا رَسُولُ اللَّهِ ـ صَلَّى اللَّه عَلَيْهِ وَسَلَّمَ ـ بِحَفْرِ الْخَنْدَقِ قَالَ وَعَرَضَ لَنَا صَخْرَةٌ فِي مَكَانٍ مِنَ الخَنْدَقِ لا تَأْخُذُ (= لا تؤثر) فِيهَا الْمَعَاوِلُ (= آلة للتكسير مفردها مِعوَل) قَالَ فَشَكَوْهَا إِلَى رَسُولِ اللَّهِ ـ صَلَّى اللَّه عَلَيْهِ وَسَلَّمَ ـ فَجَاءَ رَسُولُ اللَّهِ ـ صَلَّى اللَّه عَلَيْهِ وَسَلَّمَ ـ قَالَ عَوْفٌ وَأَحْسِبُهُ قَالَ وَضَعَ ثَوْبَهُ ـ ثُمَّ هَبَطَ إِلَى الصَّخْرَةِ فَأَخَذَ الْمِعْوَلَ، فَقَالَ: بِسْمِ اللَّهِ، فَضَرَبَ ضَرْبَةً فَكَسَرَ ثُلُثَ الْحَجَرِ، وَقَالَ: اللَّهُ أَكْبَرُ أُعْطِيتُ مَفَاتِيحَ الشَّامِ، وَاللَّهِ إِنِّي لأُبْصِرُ قُصُورَهَا الْحُمْرَ مِنْ مَكَانِي هَذَا، ثُمَّ قَالَ: بِسْمِ اللَّهِ، وَضَرَبَ أُخْرَى فَكَسَرَ ثُلُثَ الْحَجَرِ، فَقَالَ: اللَّهُ أَكْبَرُ أُعْطِيتُ مَفَاتِيحَ فَارِسَ، وَاللَّهِ إِنِّي لأُبْصِرُ الْمَدَائِنَ (= عاصمة الفرس) وَأُبْصِرُ قَصْرَهَا الأبْيَضَ مِنْ مَكَانِي هَذَا، ثُمَّ قَالَ: بِسْمِ اللَّهِ، وَضَرَبَ ضَرْبَةً أُخْرَى فَقَلَعَ بَقِيَّةَ الْحَجَرِ، فَقَالَ: اللَّهُ أَكْبَرُ أُعْطِيتُ مَفَاتِيحَ الْيَمَنِ، وَاللَّهِ إِنِّي لأُبْصِرُ أَبْوَابَ صَنْعَاءَ مِنْ مَكَانِي هَذَا».
29- وروى أحمد عَنْ أَنَسِ بْنِ مَالِكٍ أَنَّ رَسُولَ اللَّهِ ـ صَلَّى اللَّه عَلَيْهِ وَسَلَّمَ ـ قَالَ: «أُتِيتُ بِالْبُرَاقِ وَهُوَ دَابَّةٌ أَبْيَضُ فَوْقَ الْحِمَارِ وَدُونَ الْبَغْلِ يَضَعُ حَافِرَهُ (= أطراف أقدامه) عِنْدَ مُنْتَهَى طَرْفِهِ (= بصره)، فَرَكِبْتُهُ فَسَارَ بِي حَتَّى أَتَيْتُ بَيْتَ الْمَقْدِسِ فَرَبَطْتُ الدَّابَّةَ بِالْحَلْقَةِ الَّتِي يَرْبِطُ فِيهَا الْأَنْبِيَاءُ، ثُمَّ دَخَلْتُ فَصَلَّيْتُ فِيهِ رَكْعَتَيْنِ ثُمَّ خَرَجْتُ، فَجَاءَنِي جِبْرِيلُ عَلَيْهِ السَّلَام بِإِنَاءٍ مِنْ خَمْرٍ وَإِنَاءٍ مِنْ لَبَنٍ فَاخْتَرْتُ اللَّبَنَ قَالَ جِبْرِيلُ: أَصَبْتَ الْفِطْرَةَ ثُمَّ عُرِجَ بِنَا إِلَى السَّمَاءِ الدُّنْيَا فَاسْتَفْتَحَ جِبْرِيلُ ..» الحديث.
30- وروى أحمد عَنِ ابْنِ عَبَّاسٍ قَالَ: قَالَ رَسُولُ اللَّهِ ـ صَلَّى اللَّه عَلَيْهِ وَسَلَّمَ: «لَمَّا كَانَ لَيْلَةُ أُسْرِيَ بِي وَأَصْبَحْتُ بِمَكَّةَ فَظِعْتُ بِأَمْرِي وَعَرَفْتُ أَنَّ النَّاسَ مُكَذِّبِيَّ. فَقَعَدَ مُعْتَزِلا حَزِينًا، قَالَ: فَمَرَّ عَدُوُّ اللَّهِ أَبُو جَهْلٍ فَجَاءَ حَتَّى جَلَسَ إِلَيْهِ، فَقَالَ لَهُ كَالْمُسْتَهْزِئِ: هَلْ كَانَ مِنْ شَيْءٍ؟! فَقَالَ رَسُولُ اللَّهِ ـ صَلَّى اللَّه عَلَيْهِ وَسَلَّمَ: نَعَمْ، قَالَ: مَا هُوَ؟ قَالَ: إِنَّهُ أُسْرِيَ بِي اللَّيْلَةَ. قَالَ: إِلَى أَيْنَ؟ قَالَ: إِلَى بَيْتِ الْمَقْدِسِ. قَالَ: ثُمَّ أَصْبَحْتَ بَيْنَ ظَهْرَانَيْنَا؟! قَالَ: نَعَمْ. قَالَ: فَلَمْ يُرِ أَنَّهُ يُكَذِّبُهُ مَخَافَةَ أَنْ يَجْحَدَهُ الْحَدِيثَ إِذَا دَعَا قَوْمَهُ إِلَيْهِ. قَالَ: أَرَأَيْتَ إِنْ دَعَوْتُ قَوْمَكَ تُحَدِّثُهُمْ مَا حَدَّثْتَنِي؟ فَقَالَ رَسُولُ اللَّهِ ـ صَلَّى اللَّه عَلَيْهِ وَسَلَّمَ: نَعَمْ. فَقَالَ: هَيَّا مَعْشَرَ بَنِي كَعْبِ بْنِ لُؤَيٍّ. قَالَ: فَانْتَفَضَتْ إِلَيْهِ الْمَجَالِسُ وَجَاءُوا حَتَّى جَلَسُوا إِلَيْهِمَا. قَالَ: حَدِّثْ قَوْمَكَ بِمَا حَدَّثْتَنِي. فَقَالَ رَسُولُ اللَّهِ ـ صَلَّى اللَّه عَلَيْهِ وَسَلَّمَ: إِنِّي أُسْرِيَ بِي اللَّيْلَةَ. قَالُوا إِلَى أَيْنَ؟ قُلْتُ: إِلَى بَيْتِ الْمَقْدِسِ. قَالُوا: ثُمَّ أَصْبَحْتَ بَيْنَ ظَهْرَانَيْنَا؟ قَالَ: نَعَمْ. قَالَ: فَمِنْ بَيْنِ مُصَفِّقٍ وَمِنْ بَيْنِ وَاضِعٍ يَدَهُ عَلَى رَأْسِهِ مُتَعَجِّبًا، لِلْكَذِبِ زَعَمَ، قَالُوا: وَهَلْ تَسْتَطِيعُ أَنْ تَنْعَتَ لَنَا الْمَسْجِدَ وَفِي الْقَوْمِ مَنْ قَدْ سَافَرَ إِلَى ذَلِكَ الْبَلَدِ وَرَأَى الْمَسْجِدَ؟ فَقَالَ رَسُولُ اللَّهِ ـ صَلَّى اللَّه عَلَيْهِ وَسَلَّمَ: فَذَهَبْتُ أَنْعَتُ فَمَا زِلْتُ أَنْعَتُ حَتَّى الْتَبَسَ عَلَيَّ بَعْضُ النَّعْتِ. قَالَ: فَجِيءَ بِالْمَسْجِدِ وَأَنَا أَنْظُرُ حَتَّى وُضِعَ دُونَ دَارِ عِقَالٍ أَوْ عُقَيْلٍ فَنَعَتُّهُ وَأَنَا أَنْظُرُ إِلَيْهِ. قَالَ وَكَانَ مَعَ هَذَا نَعْتٌ لَمْ أَحْفَظْهُ. قَالَ: فَقَالَ الْقَوْمُ: أَمَّا النَّعْتُ فَوَاللَّهِ لَقَدْ أَصَابَ!!».
31- وروى البخاري في صحيحه قَالَ أَبُو هُرَيْرَةَ: «أُتِيَ رَسُولُ اللَّهِ ـ صَلَّى اللَّه عَلَيْهِ وَسَلَّمَ ـ لَيْلَةَ أُسْرِيَ بِهِ بِإِيلِيَاءَ بِقَدَحَيْنِ مِنْ خَمْرٍ وَلَبَنٍ، فَنَظَرَ إِلَيْهِمَا فَأَخَذَ اللَّبَنَ، قَالَ جِبْرِيلُ: الْحَمْدُ لِلَّهِ الَّذِي هَدَاكَ لِلْفِطْرَةِ، لَوْ أَخَذْتَ الْخَمْرَ غَوَتْ أُمَّتُكَ».
32- روى أحمد في مسنده عَنْ أَبِي أُمَامَةَ قَالَ: قَالَ رَسُولُ اللَّهِ ـ صَلَّى اللَّه عَلَيْهِ وَسَلَّم: «لا تَزَالُ طَائِفَةٌ (= فريق أو مجموعة) مِنْ أُمَّتِي عَلَى الْحَقِّ ظَاهِرِينَ لَعَدُوِّهِمْ قَاهِرِينَ لا يَضُرُّهُمْ مَنْ خَالَفَهُمْ إلا مَا أَصَابَهُمْ مِنْ لأْوَاءَ (= شدة وضيق معيشة) حَتَّى يَأْتِيَهُمْ أَمْرُ اللَّهِ وَهُمْ كَذَلِكَ» قَالُوا: يَا رَسُولَ اللَّهِ، وَأَيْنَ هُمْ؟ قَالَ: «بِبَيْتِ الْمَقْدِسِ وَأَكْنَافِ (= جوانب) بَيْتِ الْمَقْدِسِ».
33- وروى الترمذي في سننه عَنْ مُعَاوِيَةَ بْنِ قُرَّةَ عَنْ أَبِيهِ قَالَ: قَالَ رَسُولُ اللَّهِ ـ صَلَّى اللَّه عَلَيْهِ وَسَلَّمَ: «إِذَا فَسَدَ أَهْلُ الشَّامِ فَلا خَيْرَ فِيكُمْ، لا تَزَالُ طَائِفَةٌ مِنْ أُمَّتِي مَنْصُورِينَ لا يَضُرُّهُمْ مَنْ خَذَلَهُمْ حَتَّى تَقُومَ السَّاعَةُ». وَهَذَا حَدِيثٌ حَسَنٌ صَحِيحٌ. وعن بَهْز بْن حَكِيمٍ عَنْ أَبِيهِ عَنْ جَدِّهِ قَالَ: «قُلْتُ: يَا رَسُولَ اللَّهِ، أَيْنَ تَأْمُرُنِي؟ قَالَ: هَا هُنَا، وَنَحَا بِيَدِهِ نَحْوَ الشَّامِ» [22].
34- وروى أحمد في مسنده عَنْ ذِي الأصَابِعِ قَال: «قُلْتُ يَا رَسُولَ اللَّهِ، إِنِ ابْتُلِينَا بَعْدَكَ بِالْبَقَاءِ أَيْنَ تَأْمُرُنَا؟ قَالَ: عَلَيْكَ بِبَيْتِ الْمَقْدِسِ، فَلَعَلَّهُ أَنْ يَنْشَأَ لَكَ ذُرِّيَّةٌ يَغْدُونَ إِلَى ذَلِكَ الْمَسْجِدِ وَيَرُوحُونَ».